# Thryptomene longifolia
Thryptomene longifolia är en myrtenväxtart som beskrevs av John William Green. Thryptomene longifolia ingår i släktet Thryptomene och familjen myrtenväxter.
Artens utbredningsområde är Sydaustralien. Inga underarter finns listade i Catalogue of Life.